# Складкоковпачкові
Складкоковпачкові (Ptychomitriaceae) — родина мохів підкласу Dicranidae.

## Роди
Роди:
- Aligrimmia  R. S. Williams
- Campylostelium  Bruch & Schimp.
- Indusiella  Broth. & Müll. Hal.
- Jaffueliobryum  Thér.
- Ptychomitriopsis  Dixon
- Ptychomitrium  Fürnr.